# Rewaja
Rewaja (hebr. רוויה; ang. Revaya) – moszaw położony w Samorządzie Regionu Emek ha-Majanot, w Dystrykcie Północnym, w Izraelu.

## Położenie
Moszaw Rewaja jest położony na wysokości 110 metrów p.p.m. w intensywnie użytkowanej rolniczo Dolinie Bet Sze’an, będącej częścią Rowu Jordanu w Dolnej Galilei. Okoliczny teren jest stosunkowo płaski, opada jednak w kierunku wschodnim w depresję rzeki Jordan. Jedynymi niewielkimi wzgórzami są wzgórza pochodzenia ludzkiego, takie jak Tel Te'omim i Tel Nufar. Wokół osady znajdują się liczne źródła, których wody są odprowadzane do sztucznych stawów hodowlanych. W odległości 1,5 km na zachód wznoszą się strome zbocza masywu górskiego Gilboa z górą Avinadav (440 metrów n.p.m.), z której spływa strumień Avinadav. W odległości 3 km na południe i 5 km na zachód przebiega mur bezpieczeństwa oddzielający terytorium Izraela od Autonomii Palestyńskiej. W jego otoczeniu znajdują się kibuce Meraw, Ma’ale Gilboa i Szeluchot, moszawy Rechow i Sede Terumot, oraz wioska terapeutyczna Malkiszua. Revaja wraz z sąsiednimi osadami Sede Terumot, Rechow i Tel Teomim tworzy wspólnie powiązaną wioskę rolniczą o nazwie Bikur Jiszuvej (hebr. ישובי ביכורה). Po stronie palestyńskiej jest wioska Bardala.
Rewaja jest położony w Samorządzie Regionu Emek ha-Majanot, w Poddystrykcie Jezreel, w Dystrykcie Północnym Izraela.

## Demografia
Stałymi mieszkańcami kibucu są wyłącznie Żydzi:

## Historia
Pierwotnie w okolicy tej istniała arabska wioska as-Samirija. Została ona wysiedlona i zniszczona w dniu 27 maja 1948 roku podczas I wojny izraelsko-arabskiej. Dużo wcześniej tutejsze grunty wykupiły od arabskich mieszkańców żydowskie organizacje syjonistyczne.
Moszaw został założony w 1952 roku przez żydowskich imigrantów z Iraku i Maroka. Początkowo nazywał się Farwana (hebr. פ "רונה) lub Farwana Alef, dopiero później po odłączeniu się moszawu Rechow, jego nazwę zmieniono na obecną. Przez długi czas osada miała poważne trudności gospodarcze, ponieważ osadnicy nie mieli żadnego doświadczenia z rolnictwem i hodowlą zwierząt. Trudności pogłębiał fakt, że osada znajduje się na samym skraju doliny i jest izolowana od pozostałych osiedli. W latach 90. XX wieku osiedlili się tutaj imigranci z Etiopii. Wybudowano wówczas nowe osiedle z 52 domami jednorodzinnymi.

## Kultura i sport
W moszawie znajduje się ośrodek kultury z biblioteką, sala sportowa z siłownią, oraz boisko.

## Edukacja i religia
Moszaw utrzymuje przedszkole. Starsze dzieci są dowożone do szkoły podstawowej Bikura w moszawie Rechow i szkoły średniej w kibucu Newe Etan. Moszaw posiada własną synagogę.

## Gospodarka i infrastruktura
Gospodarka moszawu opiera się na intensywnym rolnictwie i sadownictwie. W szklarniach uprawiane są przyprawy i warzywa. W moszawie jest sklep wielobranżowy i warsztat mechaniczny.

## Transport
Z moszawu wyjeżdża się dwoma lokalnymi drogami na wschód, którymi można dojechać do moszawów Rechow i Sede Terumot, wjeżdżając na drogę nr 90.